# Хирбет Кейафа
Хирбет-Кейафа (ивр. חורבת קייאפה‎; араб. خربة قيافة‎) (также известный как крепость Эла) — место древнего города-крепости с видом на долину Эла. Он занимает площадь около 2,3 га и окружён массивными укреплениями из мегалитических камней.

## География
Хирбет-Кейафа находится на северном хребте среди высоких холмов, отделяющих Филистию и город Гат на западе от Иудеи на востоке.

## Археологические находки
Археологи из Еврейского университета обнаружили остракон, содержащий 5 строк текста древнеханаанейским письмом, записанных чёрными чернилами. Эксперты считают, что надпись датируется поздним 11 или ранним 10 веками до н. э., а археологический контекст и содержание надписи позволяют говорить о том, что надпись сделана именно на древнееврейском, а не каком-то другом из ханаанских языков.
Верхний слой Хирбет-Кейафа (или крепости Эла) показывает, что укрепления были переработаны и повторно использованы в эллинистический период 2300 лет назад.
Возраст города был установлен методом десяти ядернометрических измерений углерода. Проведённые исследования над найденными косточками маслин того времени проводились в Оксофордском университете. Было определено, что город существовал примерно с 1020 по 980 гг. до н. э. во времена царствования царя Давида и после был разрушен. Это был пограничный город на рубеже Израиля и филистимлян.

## История раскопок
Место Хирбет-Кейафа было обследовано ещё в 1860-х г. В. Гереном, который сообщил о наличии деревни на вершине холма.
В 2008 г. археологами были обнаружены городские ворота крепости Эла, которые обращены на запад, а тропа ведёт к дороге в долины Филистии и к морю. Западные ворота поселения Шаараим состоят из 4-х отделов, по 2 с каждой стороны, а у входа расположен мегалитический каменный порог. Фасад ворот 10,5 м, длина 13 м, ширина прохода около 4 м. В 2009 г. были раскопаны южные ворота с 2-я монументальными камнями (около 10 т) с каждой стороны. Они направленные в сторону Иерусалима.
В конце 2009 г. на раскопках, ведущихся под руководством Й. Гарфинкеля (археолог Еврейского Университета Иерусалима), была найдена древнейшая еврейская надпись, датируемая X веком до н.э.